# Aleksandr Vinokúrov
Aleksandr Nikoláyevich Vinokúrov (en ruso: Алекса́ндр Никола́евич Виноку́ров, citado en la prensa internacional como Alexander o Alexandre Vinokourov; Petropavlovsk, 16 de septiembre de 1973) es un exciclista profesional kazajo de etnia rusa.
Vinokúrov era un corredor, especialista en montaña y contrarreloj. Ganó la clasificación general de la Vuelta a España 2006. Tras dar positivo por autotransfusión de sangre en el Tour de Francia 2007, recibió la sanción correspondiente por dopaje, dos años en su caso. En el año 2012 ganó la medalla de oro en la prueba de ruta de los Juegos Olímpicos de Londres 2012 y tras el triunfo anunció su retirada, pasando a desempeñarse como mánager general del Astana Pro Team.

## Biografía

### Debut en el Casino

#### 1998: victorias en el primer año
En 1998, en su primera temporada como profesional, ganó los Cuatro días de Dunkerque, el Circuit des Mines (más una etapa), Tour de l'Oise (más una etapa) y una victoria de etapa del Tour de Polonia, convirtiéndose en uno de los mejores principiantes de la temporada. 

#### 1999: confirmación en Dauphiné
En 1999 logró victorias de gran nivel, como la general (más una etapa) en la Vuelta a la Comunidad Valenciana, una etapa del Tour de Limousin y dos etapas en el Midi Libre. Sin embargo, su mayor triunfo de la temporada fue imponerse en la general de la Dauphiné Libéré (en apenas su segundo año como profesional) ante algunos de los favoritos a llevarse el Tour de Francia, apenas un mes antes del inicio de la Grande Boucle.

### Progresión y éxitos en Telekom/T-Mobile

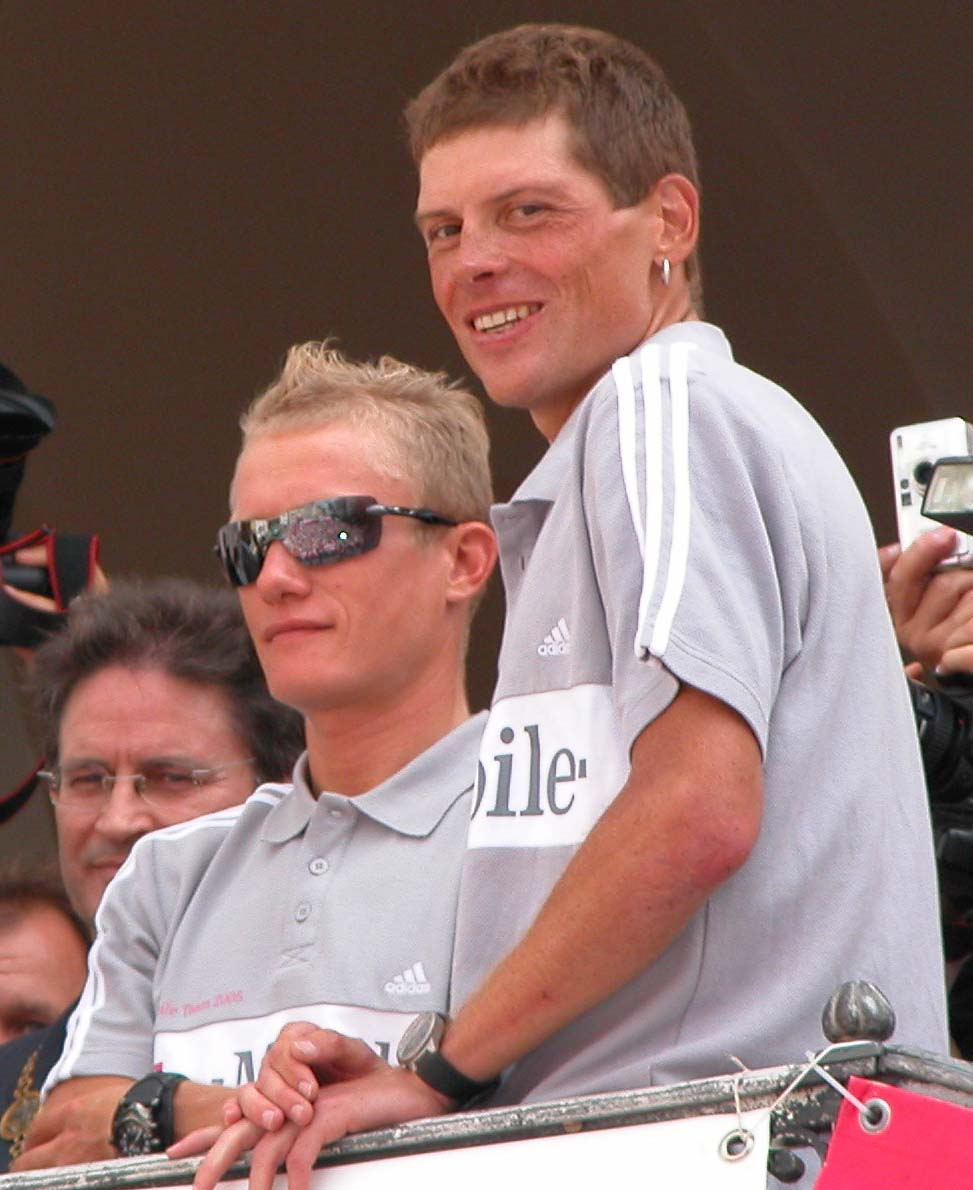
Vinokourov (izq) junto a Jan Ullrich

En 2000 fichó por el potente equipo alemán Telekom de Jan Ullrich y Erik Zabel.
En 2003 fue tercero en el Tour de Francia, solo superado por Lance Armstrong (US Postal) y Jan Ullrich (Bianchi), primero y segundo respectivamente.

### Junto a Manolo Saiz

#### 2006 (I): daños colaterales de la Operación Puerto

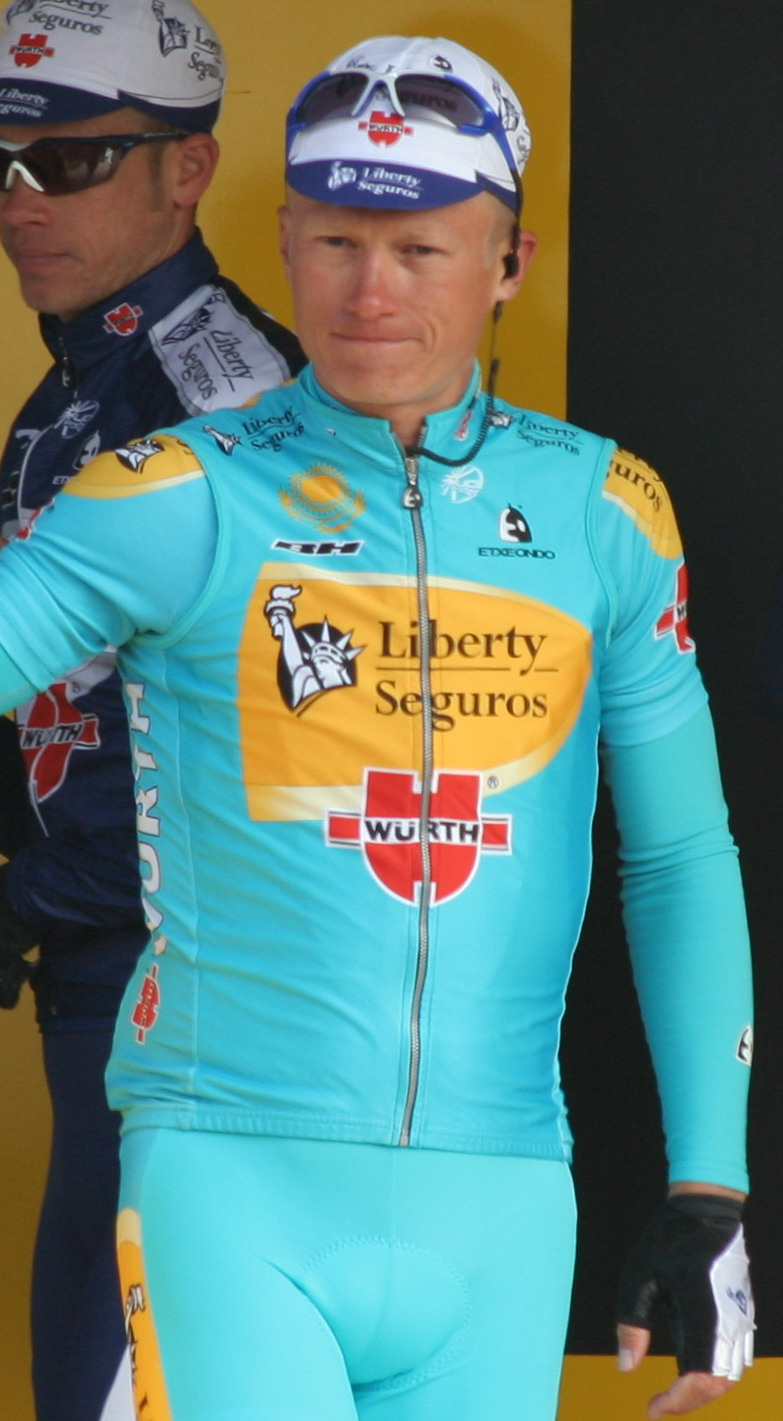
Vinokourov en el protocolo de firmas antes de la salida a la Lieja-Bastoña-Lieja 2006

Para 2006, pasó al equipo Liberty Seguros-Würth de Manolo Saiz, donde sería el jefe de filas para la general del Tour de Francia. A finales de mayo se descubrió la Operación Puerto, una investigación de la Guardia Civil sobre una trama de dopaje alrededor de la consulta del doctor Eufemiano Fuentes. Manolo Saiz fue detenido, y las informaciones publicadas por la prensa (que acusaban a numerosos miembros del equipo de estar implicados en la trama) espantaron al patrocinador principal Liberty Seguros y al copatrocinador Würth. Finalmente, el gobierno de Kazajistán (país natal de Vinokúrov) entró como patrocinador principal del equipo (pasando a llamarse Astana, nombre de la capital del país y de un grupo empresarial kazajo), asegurando la continuidad del equipo. Sin embargo, un día antes del inicio del Tour, la organización de la ronda gala expulsó a numerosos ciclistas por su presunta implicación en la Operación Puerto; al estar en dicha lista varios corredores del Astana, el equipo no contaba con el mínimo de ciclistas exigido para participar en la carrera, y Vinokúrov, al igual que otros ciclistas del Astana, no pudo tomar parte en el Tour.

### Jefe de filas del Astana

#### 2006 (II): resurgir y Vuelta
El equipo Astana sí acudió a la Vuelta a España, donde Vinokúrov dominó la carrera al ganar la general, tres etapas y la combinada. Su compañero de equipo, amigo y compatriota Kashechkin fue 3.º en la general, ganando además una etapa. Ambos ciclistas esquivaron un control antidopaje sorpresa (antes de la 15.ª etapa): eran los dos únicos ciclistas del Astana que ya viajaban a la salida (y por tanto no estaban el resto del equipo) cuando llegaron los controladores de la UCI para tomar unas muestras.

#### 2007: positivo por transfusión homóloga
Poco antes de empezar el Tour, Vinokúrov confirmó que trabajaba desde hacía tiempo con el controvertido médico Michele Ferrari (implicado en diversos casos de dopaje), aunque puntualizó que este ejercía como su preparador físico (no como médico) y negó toda relación con el dopaje. El Astana acudió al Tour de Francia con Vinokúrov como jefe de filas, con ganas de resarcirse tras no haber podido disputar la ronda gala el año anterior. Pese a sufrir una caída poco antes, ganó la contrarreloj Albi-Albi, aunque apenas tres días después, el 24 de julio, se supo que había dado positivo por una transfusión de sangre homóloga en dicha etapa. El escándalo de dopaje de su jefe de filas derivó en la retirada del Tour de todo el equipo Astana. Poco después, en agosto, su compatriota Kashechkin también dio positivo por transfusión homóloga en un control sorpresa durante unos entrenamientos.

### Polémicas durante dos años de sanción
El 7 de septiembre, la Federación de Ciclismo de Kazajistán le impuso una sanción de un año por dopaje, por lo que no podría volver a competir hasta julio de 2008; dicha sanción creó malestar en la UCI al ser notablemente inferior a la habitual en casos de dopaje (dos años). Ese mismo día, Vinokúrov anunció su retirada.
Vinokúrov intentó volver a la competición a principios de 2009, pero la UCI vetó esa posibilidad, alegando que la sanción por dopaje es de dos años, y no de uno.
El TAS, ante un recurso del corredor, dictó que podría volver a correr a partir del 24 de julio de ese año, una vez cumplida la sanción de dos años por dopaje.
Vinokúrov anunció que estaba en conversaciones con el equipo Astana que él contribuyó a crear, y aunque el equipo había cambiado notablemente por la reestructuración efectuada tras positivo (pasando así a ser dirigido por Johan Bruyneel y con ciclistas de la talla de Contador, Armstrong, Leipheimer y Klöden), Vinokúrov (amigo personal del primer ministro, y por tanto del máximo patrocinador) dijo que en caso de que Bruyneel se negase a admitirle sería despedido. 

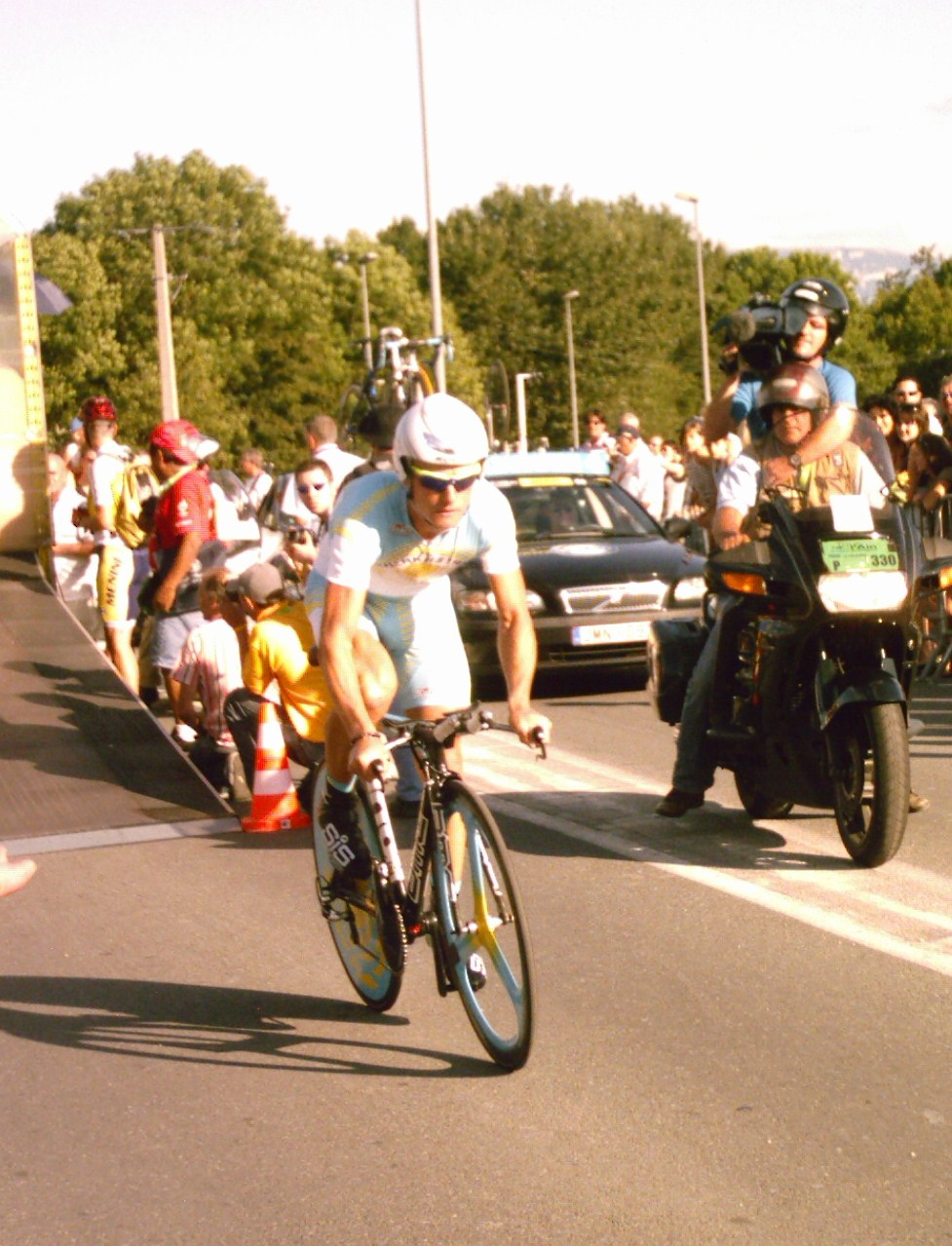
Vinokúrov, en la contrarreloj que ganó en el Tour de l'Ain en 2009.

Finalmente Bruyneel anunció que dejaría el equipo al finalizar la temporada 2009, embarcándose junto a Lance Armstrong y buena parte de la plantilla en un nuevo equipo, Team RadioShack, a partir de 2010.

### Regreso tras la sanción

#### 2009
Vinokúrov volvió a la competición el 4 de agosto de 2009 en Francia, en el Critérium de Castillon-la-Bataille, sin patrocinador, vistiendo un maillot diseñado por él mismo. Ante los rumores de que el español ficharía por otro equipo, Vinokúrov se mostró partidario de que el Astana renovara a Alberto Contador (reciente ganador del Tour de Francia) para que fuera el líder de la formación.
Antes de su regreso al Astana (con el que tenía aún un año de contrato), participó en el Tour de l'Ain con el Equipe du Kazakhstan, Selección de Kazajistán, (compartiendo equipo con el también sancionado Dmitriy Fofonov). Logrando una victoria de etapa (una contrarreloj de 8'8 kilómetros, con 10" de renta respecto al segundo), aunque no terminó la prueba.
El 24 de agosto el Astana anunció que había llegado a un acuerdo con el corredor hasta finales de 2010, debutando en la Vuelta a España 2009.

#### 2010-2011

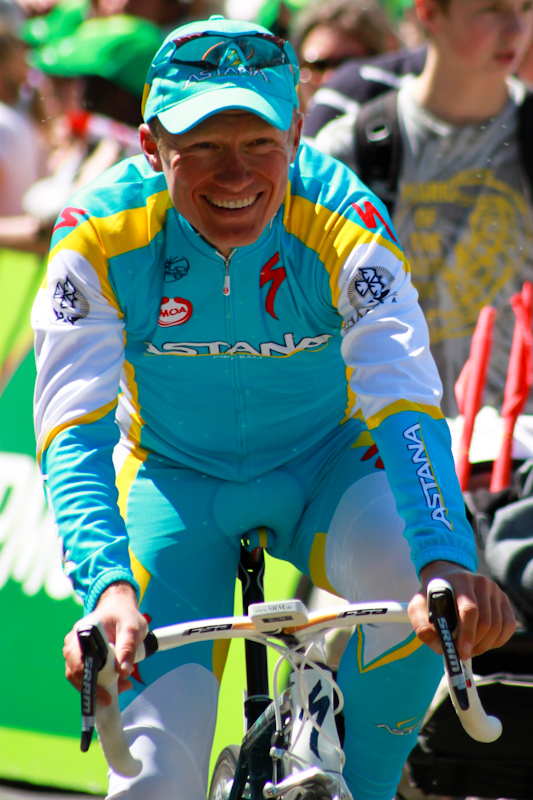
Vinokourov, antes de la salida de la última etapa del Tour de Romandía 2011

En abril del 2010 ganó la prestigiosa clásica de la Lieja-Bastoña-Lieja.
El 10 de mayo de 2010, Vinokourov se vistió con la maglia rosa en el Giro de Italia, reemplazando a Cadel Evans en la tercera etapa. Luego de perderla al día siguiente, recuperó la maglia en la 7.ª etapa y logró mantenerla 4 etapas. Finalmente culminaría en la 6.ª posición de la clasificación general.
En el mes de julio participó en el Tour de Francia, adjudicándose la 13.ª etapa (Rodez-Revel).
Para el año 2011 tenía planeado correr su última temporada. En el Tour de Francia debió abandonar por una caída en la 9.ª etapa, donde sufrió una fractura de fémur. con lo cual su retiro pareció adelantarse ya que el 17 de julio, anunció su retirada de las competiciones. 
Finalmente, en septiembre, decidió no colgar la bicicleta y seguir un año más como jefe de filas en el Astana ya que sin los puntos obtenidos por Vinokourov el equipo perdería la categoría Protour, volviendo a las competiciones en octubre en la Chrono des Nations.

### Medalla de oro en los Juegos Olímpicos

Vinokúrov antes de ganar la medalla de oro Olímpica.

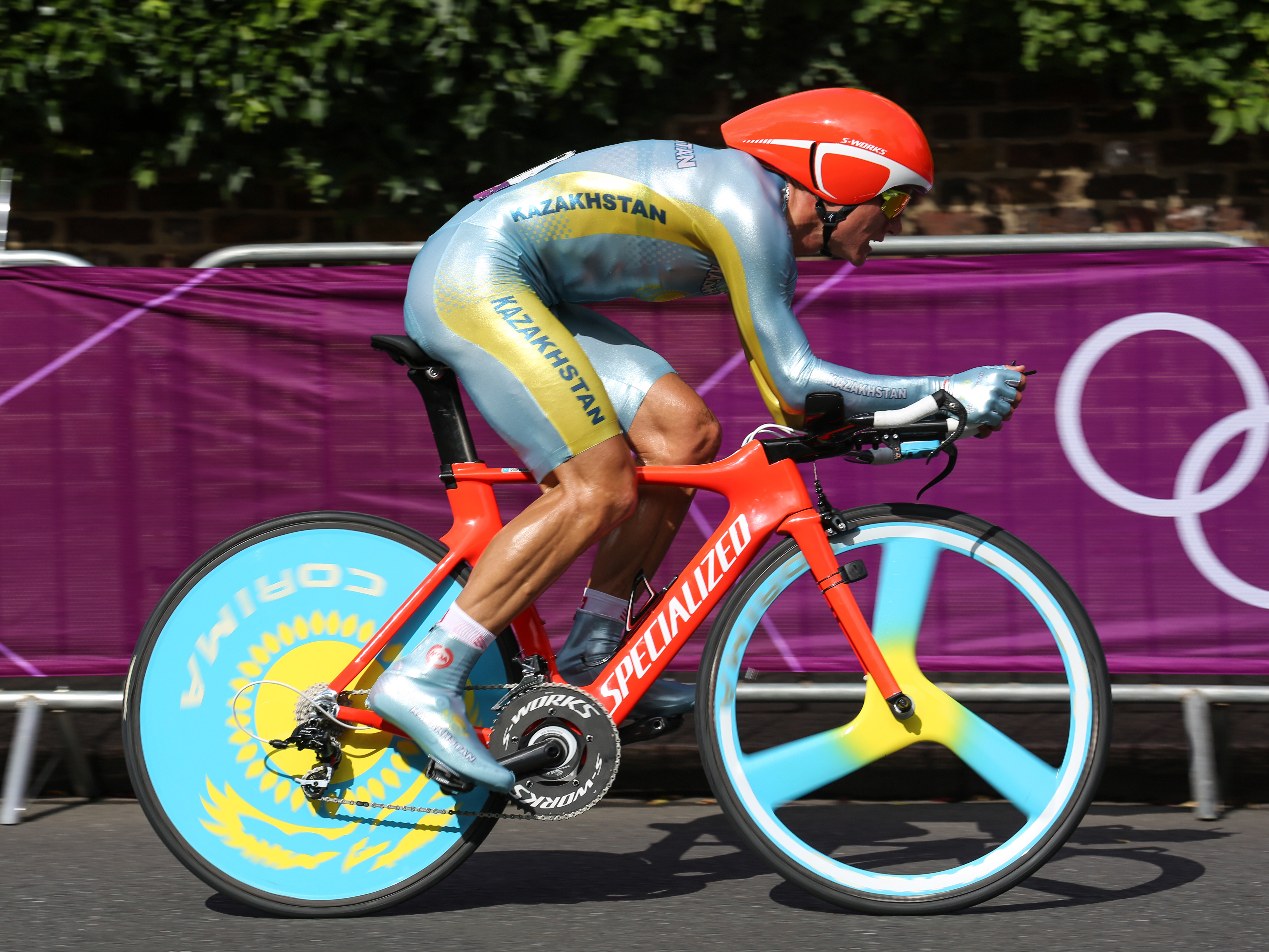
Vinokourov durante la prueba contrarreloj en Londres 2012

#### 2012
El 28 de julio de 2012 ganó la medalla de oro en los Juegos Olímpicos de Londres 2012 a los 38 años, después de 5:45:57 horas de una ardua carrera. Logró superar al sprint al colombiano Rigoberto Urán en la última vuelta y aprovechó un despiste de este, con lo que pudo conseguir la victoria para su país. A final de este año, se retira definitivamente del ciclismo profesional.

## Palmarés
| 1998 - Cuatro días de Dunkerque - Circuit des Mines más 1 etapa - Tour de l'Oise, más 1 etapa - 1 etapa del Tour de Polonia 1999 - Vuelta a la Comunidad Valenciana, más 1 etapa - 1 etapa del Tour de Limousin - Dauphiné Libéré, más 1 etapa - 2 etapas de la Midi Libre 2000 - 1 etapa de la Vuelta a España - 2.º en los Juegos Olímpicos en Ruta 2001 - Vuelta a Alemania, más 1 etapa - 1 etapa de la Vuelta a Suiza 2002 - París-Niza, más 1 etapa - 1 etapa de la Vuelta a Suiza 2003 - París-Niza, más 1 etapa - Amstel Gold Race - Vuelta a Suiza, más 1 etapa - 3.º en el Tour de Francia, más 1 etapa y premio de la combatividad 2004 - 3 etapas de la París-Niza - Regio-Tour, más 2 etapas - 3.º en el Campeonato Mundial Contrarreloj | 2005 - Lieja-Bastoña-Lieja - 1 etapa de la Dauphiné Libéré - Campeonato de Kazajistán en Ruta - 2 etapas del Tour de Francia 2006 - Vuelta a Castilla y León, más 1 etapa - Vuelta a España , más 3 etapas y la clasificación de la combinada - 3.º en el Campeonato Mundial Contrarreloj - 2.º en el Campeonato de Kazajistán en Ruta 2007 - 2 etapas de la Dauphiné Libéré 2009 - 1 etapa del Tour de l'Ain (como amateur) - 2.º en el Campeonato Asiático en Ruta (como amateur) - Campeonato Asiático Contrarreloj (como amateur) - Chrono des Nations-Les Herbiers-Vendée 2010 - Giro del Trentino, más 1 etapa - Lieja-Bastoña-Lieja - 1 etapa del Tour de Francia 2011 - 1 etapa de la Vuelta al País Vasco - 1 etapa del Tour de Romandía 2012 - Juegos Olímpicos en Ruta |

## Resultados

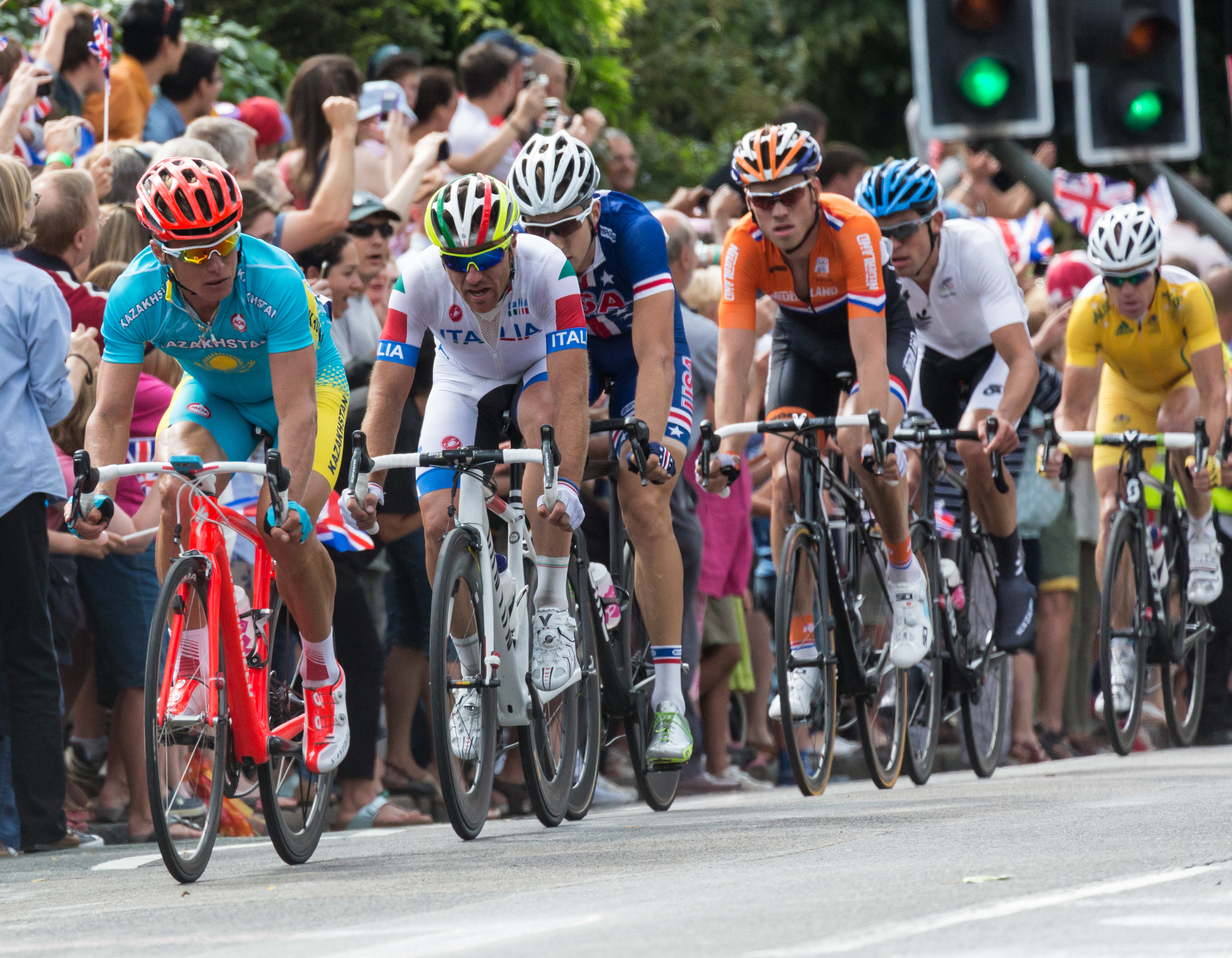
Alexander Vinokourov durante el Campeonato Olímpico de ruta 2012.

Durante su carrera deportiva ha conseguido los siguientes puestos en Grandes Vueltas y carreras de un día:

### Grandes Vueltas
| Carrera | Carrera         | 1996 | 1997 | 1998 | 1999 | 2000 | 2001 | 2002 | 2003 | 2004 | 2005 | 2006 | 2007 | 2008 | 2009 | 2010 | 2011 | 2012 |
| ------- | --------------- | ---- | ---- | ---- | ---- | ---- | ---- | ---- | ---- | ---- | ---- | ---- | ---- | ---- | ---- | ---- | ---- | ---- |
|         | Giro de Italia  | —    | —    | —    | —    | —    | —    | —    | —    | —    | —    | —    | —    | —    | —    | 6.º  | —    | —    |
|         | Tour de Francia | —    | —    | —    | 35.º | 15.º | 16.º | —    | 3.º  | —    | 5.º  | —    | Ab.  | —    | —    | 15.º | Ab.  | 31.º |
|         | Vuelta a España | —    | —    | —    | —    | 28.º | —    | Ab.  | —    | Ab.  | —    | 1.º  | —    | —    | Ab.  | —    | —    | —    |

### Vueltas menores
| Carrera | Carrera                | 1996 | 1997 | 1998 | 1999 | 2000 | 2001 | 2002 | 2003 | 2004 | 2005 | 2006 | 2007 | 2008 | 2009 | 2010 | 2011 | 2012  |
| ------- | ---------------------- | ---- | ---- | ---- | ---- | ---- | ---- | ---- | ---- | ---- | ---- | ---- | ---- | ---- | ---- | ---- | ---- | ----- |
|         | París-Niza             | —    | —    | —    | Ab.  | 12.º | 7.º  | 1.º  | 1.º  | 46.º | 16.º | —    | —    | —    | —    | —    | Ab,  | —     |
|         | Tirreno-Adriático      | —    | —    | —    | —    | —    | —    | —    | —    | —    | —    | —    | —    | —    | —    | 33.º | —    | —     |
|         | Volta a Cataluña       | —    | —    | —    | —    | —    | —    | —    | —    | —    | —    | —    | 16.º | —    | —    | —    | —    | —     |
|         | Vuelta al País Vasco   | —    | —    | —    | —    | 13.º | Ab.  | 7.º  | 10.º | P.   | 35.º | —    | —    | —    | —    | —    | 8.º  | —     |
|         | Tour de Romandía       | —    | —    | —    | —    | —    | —    | —    | —    | —    | —    | —    | —    | —    | —    | —    | 3.º  | —     |
|         | Critérium del Dauphiné | —    | —    | 23.º | 1.º  | —    | —    | —    | —    | —    | 5.º  | 49.º | 20.º | —    | —    | —    | 3.º  | 119.º |
|         | Vuelta a Suiza         | —    | —    | —    | —    | 58.º | 5.º  | P.   | 1.º  | —    | —    | —    | —    | —    | —    | —    | —    | —     |

### Clásicas, Campeonatos y JJ. OO.
| Carrera               | Carrera               | 1996 | 1997          | 1998          | 1999          | 2000  | 2001          | 2002          | 2003          | 2004 | 2005          | 2006          | 2007          | 2008 | 2009          | 2010          | 2011          | 2012 |
| --------------------- | --------------------- | ---- | ------------- | ------------- | ------------- | ----- | ------------- | ------------- | ------------- | ---- | ------------- | ------------- | ------------- | ---- | ------------- | ------------- | ------------- | ---- |
| Omloop Het Nieuwsblad | Omloop Het Nieuwsblad | —    | —             | 68.º          | —             | —     | —             | —             | —             | —    | —             | —             | —             | —    | —             | —             | —             | —    |
|                       | Milán-San Remo        | —    | —             | —             | —             | 105.º | 31.º          | 42.º          | 97.º          | 59.º | 34.º          | 14.º          | —             | —    | —             | —             | —             | —    |
| E3 Harelbeke          | E3 Harelbeke          | —    | —             | 43.º          | —             | —     | —             | —             | —             | —    | —             | —             | —             | —    | —             | —             | —             | —    |
| Scheldeprijs          | Scheldeprijs          | —    | —             | 18.º          | —             | —     | —             | —             | —             | —    | —             | —             | —             | —    | —             | —             | —             | —    |
|                       | París-Roubaix         | —    | —             | Ab.           | —             | —     | —             | —             | —             | —    | —             | —             | —             | —    | —             | —             | —             | —    |
| Amstel Gold Race      | Amstel Gold Race      | —    | —             | —             | 36.º          | 17.º  | 25.º          | —             | 1.º           | 27.º | 59.º          | —             | —             | —    | —             | —             | 17.º          | —    |
| Flecha Valona         | Flecha Valona         | —    | —             | —             | —             | 30.º  | 26.º          | 40.º          | Ab.           | 5.º  | 12.º          | —             | 54.º          | —    | —             | —             | 4.º           | —    |
|                       | Lieja-Bastoña-Lieja   | —    | —             | —             | Ab.           | 7.º   | 30.º          | 10.º          | 63.º          | 3.º  | 1.º           | 30.º          | 43.º          | —    | —             | 1.º           | 32.º          | —    |
| HEW Cyclassics        | HEW Cyclassics        | —    | —             | —             | 92.º          | —     | —             | —             | —             | —    | 50.º          | —             | —             | —    | —             | —             | —             | —    |
| Clásica San Sebastián | Clásica San Sebastián | —    | —             | Ab.           | 124.º         | —     | —             | —             | 128.º         | —    | —             | 39.º          | —             | —    | —             | 2.º           | —             | 35.º |
|                       | Giro de Lombardía     | —    | —             | —             | —             | —     | —             | 11.º          | —             | —    | —             | —             | —             | —    | 7.º           | —             | —             | —    |
| JJ. OO. (Ruta)        | JJ. OO. (Ruta)        | 53.º | No se disputó | No se disputó | No se disputó | 2.º   | No se disputó | No se disputó | No se disputó | 35.º | No se disputó | No se disputó | No se disputó | —    | No se disputó | No se disputó | No se disputó | 1.º  |
| JJ. OO. (CRI)         | JJ. OO. (CRI)         | —    | No se disputó | No se disputó | No se disputó | 27.º  | No se disputó | No se disputó | No se disputó | 5.º  | No se disputó | No se disputó | No se disputó | —    | No se disputó | No se disputó | No se disputó | 23.º |
| Mundial en Ruta       | Mundial en Ruta       | —    | —             | 23.º          | Ab.           | 50.º  | —             | 54.º          | —             | 16.º | 20.º          | 52.º          | —             | —    | 26.º          | —             | —             | —    |
| Mundial Contrarreloj  | Mundial Contrarreloj  | —    | —             | 23.º          | —             | —     | —             | —             | —             | 3.º  | 5.º           | 3.º           | —             | —    | 8.º           | —             | —             | —    |
| Kazajistán en Ruta    | Kazajistán en Ruta    | X    | —             | —             | —             | —     | —             | —             | —             | —    | 1.º           | 2.º           | —             | —    | —             | —             | —             | —    |
| Kazajistán CRI        | Kazajistán CRI        | X    | —             | —             | —             | —     | —             | —             | —             | —    | —             | 5.º           | —             | —    | —             | —             | —             | —    |

—: No participa

Ab.: Abandona

X: Ediciones no celebradas

P: Participa pero se desconoce su resultado

## Equipos
- Casino-Ag2r (1998-1999)
- Team Deutsche Telekom/Team Telekom/T-Mobile Team (2000-2005)
  - Team Deutsche Telekom (2000-2001)
  - Team Telekom (2002-2003)
  - T-Mobile Team (2004-2005)
- Würth Team/Astana (2006)
  - Liberty Seguros-Würth Team (2006) (hasta mayo)
  - Würth Team (2006) (hasta junio)
  - Astana-Würth Team (2006) (hasta julio)
  - Astana (2006)
- Astana (2007)[22]
- Equipo de Kazajistán (amateur) (2009)[23]
- Astana (2009[24] -2012)

## Reconocimientos
- 3.er puesto en la Bicicleta de Oro (2003).